# Synophis lasallei
Synophis lasallei là một loài rắn trong họ Rắn nước. Loài này được Maria mô tả khoa học đầu tiên năm 1950.